# Pedro Pedrossian
Pedro Pedrossian, né le 13 août 1928 et décédé le 22 août 2017, est un universitaire, ingénieur civil et homme politique brésilien affilié au Parti de la mobilisation nationale (PMN). Il a été gouverneur pendant deux mandats puis sénateur du Mato Grosso do Sul. Il a également été gouverneur du  Mato Grosso.

## Biographie
Fils de João Pedro Pedrossian et de Rosa Pedrossian, tous deux d'origine arménienne, Pedro Pedrossian est diplômé en génie civil de l'École d'ingénierie de l'Université presbytérienne Mackenzie de São Paulo.
Pedrossian est gouverneur du Mato Grosso de 1966 à 1971, avant que l'État ne soit divisé. Élu sénateur en 1978, il démissionne de ses fonctions en 1980 pour occuper le poste de gouverneur de l'État du Mato Grosso do Sul le 7 novembre de la même année. 
Le 15 mars 1991, il assume de nouveau le poste de gouverneur du Mato Grosso do Sul après l'élection de 1990. Il reste en poste jusqu'au 1er janvier 1995. Il se présente sans succès au poste de gouverneur en 1998 et au poste de sénateur en 2002. Il a été membre des partis suivants : PSD, ARENA, PDS, PTB, PDT, PST, PMDB et PMN.
Il a reçu la médaille du Pacificateur de l'armée brésilienne et l'ordre du Mérite aéronautique. Au cours de ses mandats, il est reçu par l'Université fédérale du Mato Grosso (UFMT), à Cuiabá, l'Université d'État du Mato Grosso do Sul (UEMS), à Dourados, et l'Université fédérale du Mato Grosso do Sul (UFMS), à Campo Grande. En 1993, Pedrossian est admis par le président Itamar Franco à l'ordre du Mérite militaire au rang de grand officier spécial. 
Il décède à Campo Grande, à l'âge de 89 ans, le 22 août 2017. Après son décès, le Parque dos Poderes, construit sous la première administration, porte son nom à titre posthume.

## Mémoires
En mai 2006, il écrit ses mémoires Pedro Pedrossian – O Pescador de Sonhos, publiées par l'Institut historique et géographique du Mato Grosso do Sul, dans lesquels il raconte sa trajectoire politique, marquée par l'entrepreneuriat, le populisme et le personnalisme.